# Артист (фильм)
«Артист» (англ. The Artist) — чёрно-белый художественный фильм, снятый в стилистике немого кино, романтическая драма французского режиссёра Мишеля Хазанавичуса, вышедшая в 2011 году. Многие СМИ назвали фильм «немым». В главных ролях задействованы Жан Дюжарден и Беренис Бежо. В российский прокат фильм вышел 14 февраля 2012 года.
«Артист» был назван лучшим фильмом 2011 года по версии нескольких сообществ кинокритиков из разных городов США, получил премию «Оскар» за лучший фильм и заслужил множество похвальных отзывов от мировых кинокритиков. Помимо этого, Жан Дюжарден получил приз за лучшую мужскую роль на 64-м Каннском кинофестивале и престижную премию «Золотой глобус» в категории «Лучшая мужская роль — комедия или мюзикл». Кроме этого, на той же церемонии вручения фильм стал обладателем ещё двух статуэток: за лучший фильм (комедия или мюзикл) и лучшую музыку.
Фильм также получил 10 номинаций на премию «Оскар»: за лучший фильм, лучшую режиссёрскую работу (Мишель Хазанавичус), лучшую мужскую роль (Жан Дюжарден), лучшую женскую роль второго плана (Беренис Бежо), лучший оригинальный сценарий (Мишель Хазанавичус), лучшую музыку (Людовик Бурс), лучшую операторскую работу (Гийом Шиффман), лучшую работу художника-постановщика, лучший дизайн костюмов и лучший монтаж. Победил в пяти номинациях, включая лучший фильм, лучшая режиссура и лучшая мужская роль.

## Сюжет
Голливуд, 1927 год. Звезда немого кино Джордж Валентайн (Жан Дюжарден) присутствует на премьере своего нового фильма «Русское дело». Возле кинотеатра Валентайн раздаёт автографы и позирует для фотографов, когда молодая девушка Пеппи Миллер (Беренис Бежо) роняет кошелёк. Она нагибается, чтобы поднять его, и ненароком толкает Валентайна. Девушка извиняется и фотографируется с ним, а на следующий день эта фотография публикуется на первой странице газеты Variety с заголовком «Кто эта девушка?».
Вскоре после этого происшествия Миллер приходит на кастинг нового фильма в киностудию Kinograph Studios, на которой уже много лет снимается Валентайн. Узнав девушку, директор студии Эл Зиммер (Джон Гудмен), разъярённый тем, что фотография кинозвезды с неизвестной вытеснила с первых полос газет публикации о премьере фильма, выгоняет её прочь, но за Пеппи неожиданно вступается Валентайн, которому понравилась и сама девушка, и то, как она танцует степ. Зиммер не может возражать своему самому звёздному актёру, и Пеппи Миллер утверждают на эпизодическую роль. После первого успеха студия предлагает девушке всё более и более серьёзные роли.
Спустя два года Зиммер объявляет об окончании производства немых фильмов, заявляя о том, что будущее за звуковыми картинами. Консервативный Джордж Валентайн, которого именно немое кино сделало звездой, не падает духом и решает срежиссировать собственный немой фильм под названием «Слёзы любви».
Фильм единодушно признаётся шедевром. Премьера запланирована на 25 октября, но режиссёрский дебют Валентайна совпадает с премьерой новой звуковой комедии «Мушка» с Пеппи Миллер в заглавной роли, которая, возможно, и уступает творению Валентайна в глазах профессиональных кинокритиков, но зато имеет громадный успех у публики. Актёр подавлен и разорён, вдобавок к прочим неприятностям его жена Дорис (Пенелопа Энн Миллер) разводится с ним и выгоняет его из дома. Валентайн переезжает в более скромное жилище; за ним следует только Клифтон (Джеймс Кромвелл), его бывший камердинер и водитель.
Немое кино ушло в прошлое, вместе с ним канула в Лету и былая слава его главной звезды. В конце концов из-за финансовых проблем Джорджу даже приходится распродать все свои личные вещи и со слезами уволить старого друга Клифтона. Отчаявшись, нетрезвый Валентайн пытается уничтожить копии всех фильмов со своим участием и поджигает плёнки. Начинается пожар, но собака актёра, Джек (Джек-Рассел терьер Угги) спасает хозяина, с лаем выбежав на улицу и сумев привести помощь. Валентайна госпитализируют с лёгкими ожогами.
Узнав о трагедии, Пеппи навещает коллегу в больнице и добивается того, чтобы он восстанавливался у неё дома — в роскошном особняке звезды звукового кинематографа. Валентайн приходит в себя через несколько дней. Клифтон теперь работает у Пеппи, которая приносит Джорджу сценарий нового фильма. На студии девушка настаивает на том, чтобы Валентайн вернулся в большое кино и вместе с ней исполнил главную роль в грядущей картине. Зиммер категорически против, говоря о том, что «Валентайн — никто». Пеппи угрожает в случае отказа покинуть студию, и Зиммер вынужден дать согласие. В то же время в квартире Пеппи Джордж находит свои распроданные вещи, которые, как оказалось, девушка скупила на аукционе и бережно сохранила.
Валентайн решает, что жить ему больше незачем. Он берет в руки револьвер и собирается покончить с собой, но его останавливает примчавшаяся Пеппи. Помня, что Джордж — великолепный танцор, девушка уговаривает актёра сняться вместе с ней в новом мюзикле, для которого можно снять множество эффектных танцевальных номеров. Зиммеру, которому ещё просто не приходила в голову мысль, что звук в кино — это не только речь и песни, но ещё и танцы, её новаторская идея кажется великолепной и очень многообещающей.
В последней сцене фильма Пеппи и Джордж танцуют на съёмочной площадке. Именно здесь в процессе действия в фильме незаметно появляется звук. Невероятно довольный Зиммер просит актёров снять ещё один дубль, на что Джордж с сильным французским акцентом отвечает: «С удовольствием!».

## В ролях

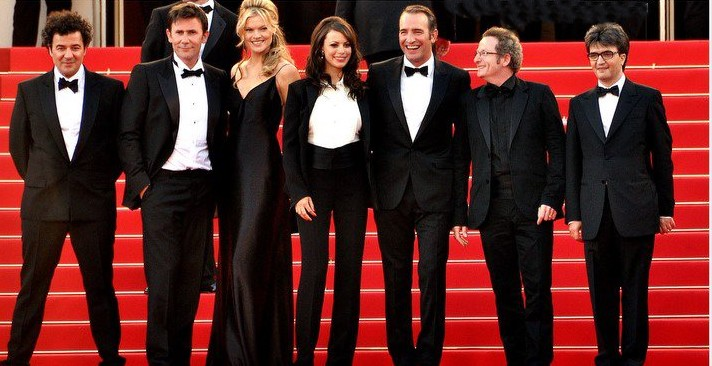
Съёмочная команда фильма «Артист» на 64-м Каннском кинофестивале, май 2011. Слева направо: композитор Людовик Бурс, режиссёр Мишель Хазанавичус, актёры Мисси Пайл, Беренис Бежо и Жан Дюжарден, оператор Гийом Шиффман и продюсер Тома Лангманн

| Актёр               | Роль                 |
| ------------------- | -------------------- |
| Жан Дюжарден        | Джордж Валентайн     |
| Беренис Бежо        | Пеппи Миллер         |
| Угги                | Джек                 |
| Джон Гудмен         | Эл Зиммер            |
| Джеймс Кромвелл     | Клифтон              |
| Мисси Пайл          | Констанс             |
| Пенелопа Энн Миллер | Дорис                |
| Малкольм Макдауэлл  | Дворецкий            |
| Джоэль Мюррей       | Полицейский-пожарный |

## Создание
Режиссёр Мишель Хазанавичус уже несколько лет мечтал о том, чтобы снять немой фильм. Его сначала не восприняли всерьёз, и только после выхода успешных «Агента 117: Каир — шпионское гнездо» и «Агента 117: Миссия в Рио», продюсеры заинтересовались проектом. Сценарий писался четыре месяца, на главные роли были приглашены актёры, с которыми Хазанавичус уже работал в фильмах об агенте 117: Жан Дюжарден и жена режиссёра Беренис Бежо.
| Рейтинги                | Рейтинги |
| Издание                 | Оценка   |
| ----------------------- | -------- |
| allmovie                | [ 12 ]   |
| Rolling Stone           | [ 13 ]   |
| eFilmCritic             | [ 14 ]   |
| Internet Movie Database | [ 15 ]   |
| Metacritic              | [ 16 ]   |
| Rotten Tomatoes         | [ 17 ]   |

Картина была спродюсирована кинокомпаниями La Petite Reine и ARP Selection, выделившими на создание фильма 13 миллионов евро. Небольшая часть дополнительных денег поступала от телеканалов France 3 и Canal+. Съёмки фильма заняли полтора месяца и проходили в Лос-Анджелесе.

## Факты
- Прототипами Джорджа Валентайна выступили Дуглас Фэрбенкс и Фредрик Марч[19].
- В 1992 году Пенелопа Энн Миллер исполнила роль известной актрисы немого кино Эдны Пёрвиэнс в фильме «Чаплин»[20].
- В фильме звучит тема любви из саундтрека к фильму «Головокружение» Альфреда Хичкока[20].
- В первой сцене фильма в кинотеатре идёт премьерный показ ленты с участием Джорджа Валентайна. В сцене пытки главного героя электротоком — очевидно, чекистами — в кадре появляются многочисленные приборы с надписями на русском языке. Финальный титр этой картины: «Да здравствует свободная Грузия!»

## Критика
Фильм был положительно воспринят большинством мировых кинокритиков. Рейтинг картины на авторитетном сайте Rotten Tomatoes составляет 95%, основанный на 323 рецензиях. Оценка зрителей на сайте IMDB — 8,1 из 10.
Репортёр журнала Screen Daily Марк Адамс назвал фильм «настоящим удовольствием». С ним согласился и Питер Брэдшоу из газеты The Guardian, сказав, что он «аплодировал во время финальных титров».

## Награды и номинации
| Премия                                    | Дата церемонии  | Категория                                      | Лауреаты и номинанты                      | Итог                         |
| ----------------------------------------- | --------------- | ---------------------------------------------- | ----------------------------------------- | ---------------------------- |
| Каннский кинофестиваль                    | 15 мая 2011     | «Золотая пальмовая ветвь»                      | Мишель Хазанавичус                        | Номинация                    |
| Каннский кинофестиваль                    | 15 мая 2011     | Приз за лучшую мужскую роль                    | Жан Дюжарден                              | Победа                       |
| Премия круга кинокритиков Нью-Йорка       | 29 ноября 2011  | «Лучший фильм»                                 |                                           | Победа                       |
| Премия круга кинокритиков Нью-Йорка       | 29 ноября 2011  | «Лучшая режиссёрская работа»                   | Мишель Хазанавичус                        | Победа                       |
| Премия европейского кинематографа         | 3 декабря 2011  | «Лучший фильм»                                 |                                           | Номинация                    |
| Премия европейского кинематографа         | 3 декабря 2011  | «Лучший европейский оператор»                  | Гийом Шиффман                             | Номинация                    |
| Премия европейского кинематографа         | 3 декабря 2011  | «Лучший европейский композитор»                | Людовик Бурс                              | Победа                       |
| Премия ассоциации кинокритиков Вашингтона | 5 декабря 2011  | «Лучший фильм»                                 |                                           | Победа                       |
| Премия ассоциации кинокритиков Вашингтона | 5 декабря 2011  | «Лучшая режиссёрская работа»                   | Мишель Хазанавичус                        | Номинация                    |
| Премия ассоциации кинокритиков Вашингтона | 5 декабря 2011  | «Лучшая операторская работа»                   | Гийом Шиффман                             | Номинация                    |
| Премия ассоциации кинокритиков Вашингтона | 5 декабря 2011  | «Лучшая мужская роль»                          | Жан Дюжарден                              | Номинация                    |
| Премия ассоциации кинокритиков Вашингтона | 5 декабря 2011  | «Лучшая женская роль второго плана»            | Беренис Бежо                              | Номинация                    |
| Премия ассоциации кинокритиков Вашингтона | 5 декабря 2011  | «Лучшая музыка»                                | Людовик Бурс                              | Победа                       |
| Премия ассоциации кинокритиков Вашингтона | 5 декабря 2011  | «Лучшая работа художника-постановщика»         | Лоуренс Беннетт, Грегори С. Хупер         | Номинация                    |
| Премия общества кинокритиков Бостона      | 11 декабря 2011 | «Лучший фильм»                                 |                                           | Победа                       |
| Премия общества кинокритиков Бостона      | 11 декабря 2011 | «Лучшая режиссёрская работа»                   | Мишель Хазанавичус                        | Номинация                    |
| Премия общества кинокритиков Бостона      | 11 декабря 2011 | «Лучшая музыка»                                | Людовик Бурс                              | Победа совместно с «Драйвом» |
| Премия общества кинокритиков Лас-Вегаса   | 13 декабря 2011 | «Лучший фильм»                                 |                                           | Победа                       |
| Премия общества кинокритиков Лас-Вегаса   | 13 декабря 2011 | «Лучшая мужская роль»                          | Жан Дюжарден                              | Победа                       |
| Премия общества кинокритиков Лас-Вегаса   | 13 декабря 2011 | «Лучшая музыка»                                | Людовик Бурс                              | Победа                       |
| Премия общества кинокритиков Лас-Вегаса   | 13 декабря 2011 | «Лучший дизайн костюмов»                       | Марк Бриджес                              | Победа                       |
| Премия общества кинокритиков Лас-Вегаса   | 13 декабря 2011 | «Лучшая работа художника-постановщика»         | Грегори С. Хупер                          | Победа                       |
| Премия общества кинокритиков Сан-Диего    | 14 декабря 2011 | «Лучший фильм»                                 |                                           | Победа                       |
| Премия общества кинокритиков Сан-Диего    | 14 декабря 2011 | «Лучшая режиссёрская работа»                   | Мишель Хазанавичус                        | Номинация                    |
| Премия общества кинокритиков Сан-Диего    | 14 декабря 2011 | «Лучшая операторская работа»                   | Гийом Шиффман                             | Номинация                    |
| Премия общества кинокритиков Сан-Диего    | 14 декабря 2011 | «Лучшая мужская роль»                          | Жан Дюжарден                              | Номинация                    |
| Премия общества кинокритиков Сан-Диего    | 14 декабря 2011 | «Лучшая женская роль второго плана»            | Беренис Бежо                              | Номинация                    |
| Премия общества кинокритиков Сан-Диего    | 14 декабря 2011 | «Лучший оригинальный сценарий»                 | Мишель Хазанавичус                        | Номинация                    |
| Премия общества кинокритиков Сан-Диего    | 14 декабря 2011 | «Лучшая музыка»                                | Людовик Бурс                              | Номинация                    |
| Премия общества кинокритиков Сан-Диего    | 14 декабря 2011 | «Лучшая работа художника-постановщика»         | Лоуренс Беннетт                           | Номинация                    |
| Премия общества кинокритиков Сан-Диего    | 14 декабря 2011 | «Лучший монтаж»                                | Анн-Софи Бион, Мишель Хазанавичус         | Номинация                    |
| Премия общества кинокритиков Детройта     | 16 декабря 2011 | «Лучший фильм»                                 |                                           | Победа                       |
| Премия общества кинокритиков Детройта     | 16 декабря 2011 | «Лучшая режиссёрская работа»                   | Мишель Хазанавичус                        | Победа                       |
| Премия общества кинокритиков Детройта     | 16 декабря 2011 | «Лучшая мужская роль»                          | Жан Дюжарден                              | Номинация                    |
| Премия общества кинокритиков Детройта     | 16 декабря 2011 | «Лучшая женская роль второго плана»            | Беренис Бежо                              | Номинация                    |
| Премия общества кинокритиков Детройта     | 16 декабря 2011 | «Лучший сценарий»                              | Мишель Хазанавичус                        | Номинация                    |
| Премия общества кинокритиков Хьюстона     | 18 декабря 2011 | «Лучший фильм»                                 |                                           | Номинация                    |
| Премия общества кинокритиков Хьюстона     | 18 декабря 2011 | «Лучшая режиссёрская работа»                   | Мишель Хазанавичус                        | Номинация                    |
| Премия общества кинокритиков Хьюстона     | 18 декабря 2011 | «Лучшая операторская работа»                   | Гийом Шиффман                             | Номинация                    |
| Премия общества кинокритиков Хьюстона     | 18 декабря 2011 | «Лучшая мужская роль»                          | Жан Дюжарден                              | Номинация                    |
| Премия общества кинокритиков Хьюстона     | 18 декабря 2011 | «Лучший сценарий»                              | Мишель Хазанавичус                        | Номинация                    |
| Премия общества кинокритиков Хьюстона     | 18 декабря 2011 | «Лучшая музыка»                                | Людовик Бурс                              | Победа                       |
| Премия общества кинокритиков Хьюстона     | 18 декабря 2011 | «Лучший фильм на иностранном языке»            |                                           | Номинация                    |
| Премия «Спутник»                          | 18 декабря 2011 | «Лучший фильм»                                 |                                           | Номинация                    |
| Премия «Спутник»                          | 18 декабря 2011 | «Лучшая режиссёрская работа»                   | Мишель Хазанавичус                        | Номинация                    |
| Премия «Спутник»                          | 18 декабря 2011 | «Лучшая операторская работа»                   | Гийом Шиффман                             | Номинация                    |
| Премия «Спутник»                          | 18 декабря 2011 | «Лучший оригинальный сценарий»                 | Мишель Хазанавичус                        | Номинация                    |
| Премия «Спутник»                          | 18 декабря 2011 | «Лучший дизайн костюмов»                       | Марк Бриджес                              | Номинация                    |
| Премия «Спутник»                          | 18 декабря 2011 | «Лучшая работа художника-постановщика»         | Лоуренс Беннетт, Грегори С. Хупер         | Победа                       |
| Премия ассоциации кинокритиков Чикаго     | 19 декабря 2011 | «Лучший фильм»                                 |                                           | Номинация                    |
| Премия ассоциации кинокритиков Чикаго     | 19 декабря 2011 | «Лучшая режиссёрская работа»                   | Мишель Хазанавичус                        | Номинация                    |
| Премия ассоциации кинокритиков Чикаго     | 19 декабря 2011 | «Лучшая мужская роль»                          | Жан Дюжарден                              | Номинация                    |
| Премия ассоциации кинокритиков Чикаго     | 19 декабря 2011 | «Лучший оригинальный сценарий»                 | Мишель Хазанавичус                        | Победа                       |
| Премия ассоциации кинокритиков Чикаго     | 19 декабря 2011 | «Лучшая музыка»                                | Людовик Бурс                              | Номинация                    |
| Национальное общество кинокритиков США    | 7 января 2012   | «Лучшая мужская роль»                          | Жан Дюжарден                              | Номинация                    |
| Круг кинокритиков Нью-Йорка               | 9 января 2012   | «Лучший фильм»                                 |                                           | Победа                       |
| Круг кинокритиков Нью-Йорка               | 9 января 2012   | «Лучшая режиссёрская работа»                   | Мишель Хазанавичус                        | Победа                       |
| Выбор критиков                            | 13 января 2012  | «Лучший фильм»                                 |                                           | Победа                       |
| Выбор критиков                            | 13 января 2012  | «Лучшая режиссёрская работа»                   | Мишель Хазанавичус                        | Победа                       |
| Выбор критиков                            | 13 января 2012  | «Лучшая операторская работа»                   | Гийом Шиффман                             | Номинация                    |
| Выбор критиков                            | 13 января 2012  | «Лучшая мужская роль»                          | Жан Дюжарден                              | Номинация                    |
| Выбор критиков                            | 13 января 2012  | «Лучшая женская роль второго плана»            | Беренис Бежо                              | Номинация                    |
| Выбор критиков                            | 13 января 2012  | «Лучший актёрский состав»                      |                                           | Номинация                    |
| Выбор критиков                            | 13 января 2012  | «Лучший оригинальный сценарий»                 | Мишель Хазанавичус                        | Номинация                    |
| Выбор критиков                            | 13 января 2012  | «Лучшая музыка»                                | Людовик Бурс                              | Победа                       |
| Выбор критиков                            | 13 января 2012  | «Лучший дизайн костюмов»                       | Марк Бриджес                              | Победа                       |
| Выбор критиков                            | 13 января 2012  | «Лучшая работа художника-постановщика»         | Лоуренс Беннетт, Грегори С. Хупер         | Номинация                    |
| Выбор критиков                            | 13 января 2012  | «Лучший монтаж»                                | Мишель Хазанавичус, Анн-Софи Бион         | Номинация                    |
| Золотой глобус                            | 15 января 2012  | «Лучший фильм — комедия или мюзикл»            |                                           | Победа                       |
| Золотой глобус                            | 15 января 2012  | «Лучшая режиссёрская работа»                   | Мишель Хазанавичус                        | Номинация                    |
| Золотой глобус                            | 15 января 2012  | «Лучшая мужская роль — комедия или мюзикл»     | Жан Дюжарден                              | Победа                       |
| Золотой глобус                            | 15 января 2012  | «Лучшая женская роль второго плана»            | Беренис Бежо                              | Номинация                    |
| Золотой глобус                            | 15 января 2012  | «Лучший сценарий»                              | Мишель Хазанавичус                        | Номинация                    |
| Золотой глобус                            | 15 января 2012  | «Лучшая музыка»                                | Людовик Бурс                              | Победа                       |
| Премия круга кинокритиков Лондона         | 19 января 2012  | «Лучший фильм»                                 |                                           | Победа                       |
| Премия круга кинокритиков Лондона         | 19 января 2012  | «Лучшая режиссёрская работа»                   | Мишель Хазанавичус                        | Победа                       |
| Премия круга кинокритиков Лондона         | 19 января 2012  | «Лучшая мужская роль»                          | Жан Дюжарден                              | Победа                       |
| Премия круга кинокритиков Лондона         | 19 января 2012  | «Лучший сценарий»                              | Мишель Хазанавичус                        | Номинация                    |
| Гильдия продюсеров США                    | 21 января 2012  | «Лучший фильм»                                 | Тома Лангманн                             | Победа                       |
| Премия Гильдии режиссёров США             | 28 января 2012  | «Лучшая режиссёрская работа»                   | Мишель Хазанавичус                        | Победа                       |
| Премия Гильдии киноактёров США            | 29 января 2012  | «Лучшая мужская роль»                          | Жан Дюжарден                              | Победа                       |
| Премия Гильдии киноактёров США            | 29 января 2012  | «Лучшая женская роль второго плана»            | Беренис Бежо                              | Номинация                    |
| Премия Гильдии киноактёров США            | 29 января 2012  | «Лучший актёрский состав»                      |                                           | Номинация                    |
| BAFTA                                     | 12 февраля 2012 | «Лучший фильм»                                 | Тома Лангманн                             | Победа                       |
| BAFTA                                     | 12 февраля 2012 | «Лучшая режиссёрская работа»                   | Мишель Хазанавичус                        | Победа                       |
| BAFTA                                     | 12 февраля 2012 | «Лучшая операторская работа»                   | Гийом Шиффман                             | Победа                       |
| BAFTA                                     | 12 февраля 2012 | «Лучшая мужская роль»                          | Жан Дюжарден                              | Победа                       |
| BAFTA                                     | 12 февраля 2012 | «Лучшая женская роль»                          | Беренис Бежо                              | Номинация                    |
| BAFTA                                     | 12 февраля 2012 | «Лучший оригинальный сценарий»                 | Мишель Хазанавичус                        | Победа                       |
| BAFTA                                     | 12 февраля 2012 | «Лучшая музыка»                                | Людовик Бурс                              | Победа                       |
| BAFTA                                     | 12 февраля 2012 | «Лучший грим»                                  | Джули Хьюитт, Сидни Корнелл               | Номинация                    |
| BAFTA                                     | 12 февраля 2012 | «Лучший дизайн костюмов»                       | Марк Бриджес                              | Победа                       |
| BAFTA                                     | 12 февраля 2012 | «Лучшая работа художника-постановщика»         | Лоуренс Беннетт, Роберт Гулд              | Номинация                    |
| BAFTA                                     | 12 февраля 2012 | «Лучший монтаж»                                | Анн-Софи Бион, Мишель Хазанавичус         | Номинация                    |
| BAFTA                                     | 12 февраля 2012 | «Лучший звук»                                  | Надин Мьюз, Джерард Лэмпс, Майкл Крикорян | Номинация                    |
| Гойя                                      | 19 февраля 2012 | «Лучший европейский фильм»                     |                                           | Победа                       |
| Сезар                                     | 24 февраля 2012 | «Лучший фильм»                                 | Тома Лангманн, Мишель Хазанавичус         | Победа                       |
| Сезар                                     | 24 февраля 2012 | «Лучшая режиссёрская работа»                   | Мишель Хазанавичус                        | Победа                       |
| Сезар                                     | 24 февраля 2012 | «Лучшая операторская работа»                   | Гийом Шиффман                             | Победа                       |
| Сезар                                     | 24 февраля 2012 | «Лучшая мужская роль»                          | Жан Дюжарден                              | Номинация                    |
| Сезар                                     | 24 февраля 2012 | «Лучшая женская роль»                          | Беренис Бежо                              | Победа                       |
| Сезар                                     | 24 февраля 2012 | «Лучший сценарий»                              | Мишель Хазанавичус                        | Номинация                    |
| Сезар                                     | 24 февраля 2012 | «Лучшая музыка»                                | Людовик Бурс                              | Победа                       |
| Сезар                                     | 24 февраля 2012 | «Лучшая работа художника-постановщика»         | Лоуренс Беннетт                           | Победа                       |
| Сезар                                     | 24 февраля 2012 | «Лучший дизайн костюмов»                       | Марк Бриджес                              | Номинация                    |
| Сезар                                     | 24 февраля 2012 | «Лучший монтаж»                                | Анн-Софи Бион, Мишель Хазанавичус         | Номинация                    |
| Независимый дух                           | 25 февраля 2012 | «Лучший фильм»                                 |                                           | Победа                       |
| Независимый дух                           | 25 февраля 2012 | «Лучшая режиссёрская работа»                   | Мишель Хазанавичус                        | Победа                       |
| Независимый дух                           | 25 февраля 2012 | «Лучшая операторская работа»                   | Гийом Шиффман                             | Победа                       |
| Независимый дух                           | 25 февраля 2012 | «Лучшая мужская роль»                          | Жан Дюжарден                              | Победа                       |
| Независимый дух                           | 25 февраля 2012 | «Лучший сценарий»                              | Мишель Хазанавичус                        | Номинация                    |
| Оскар                                     | 26 февраля 2012 | «Лучший фильм»                                 | Тома Лангманн                             | Победа                       |
| Оскар                                     | 26 февраля 2012 | «Лучшая режиссёрская работа»                   | Мишель Хазанавичус                        | Победа                       |
| Оскар                                     | 26 февраля 2012 | «Лучшая операторская работа»                   | Гийом Шиффман                             | Номинация                    |
| Оскар                                     | 26 февраля 2012 | «Лучшая мужская роль»                          | Жан Дюжарден                              | Победа                       |
| Оскар                                     | 26 февраля 2012 | «Лучшая женская роль второго плана»            | Беренис Бежо                              | Номинация                    |
| Оскар                                     | 26 февраля 2012 | «Лучший оригинальный сценарий»                 | Мишель Хазанавичус                        | Номинация                    |
| Оскар                                     | 26 февраля 2012 | «Лучшая музыка»                                | Людовик Бурс                              | Победа                       |
| Оскар                                     | 26 февраля 2012 | «Лучшая работа художника-постановщика»         | Лоуренс Беннетт, Роберт Гулд              | Номинация                    |
| Оскар                                     | 26 февраля 2012 | «Лучший дизайн костюмов»                       | Марк Бриджес                              | Победа                       |
| Оскар                                     | 26 февраля 2012 | «Лучший монтаж»                                | Анн-Софи Бион, Мишель Хазанавичус         | Номинация                    |
| Золотой орёл                              | 25 января 2013  | «Лучший зарубежный фильм в российском прокате» |                                           | Победа                       |